# Shellsburg (Iowa)
Shellsburg – miasto w Stanach Zjednoczonych, w stanie Iowa, w hrabstwie Benton. W 2000 roku liczyło 938 mieszkańców.